# Jacinto Elá
Jacinto Elá Eyene (Añisoc, 2 de maio de 1982), é um ex-futebolista guinéu-equatoriano que atuava como extremo.

## Carreira
Jacinto dizia muito nas filas do futebol espanhol. Ele veio para jogar no Espanyol da Copa Intertoto em 1999. Ele conseguiu um grande contrato com a Southampton por três anos, mas nunca jogou na primeira equipa em competição oficial. Partir daí foi emprestado ao Hércules e começou uma carreira em equipas de terceira e quarta categoria de Espanha, bem como um passo na Segunda Divisão, na Escócia.
Depois de se aposentar como jogador em 2010, começou uma carreira de negócios com uma empresa de moda chamada Malabona, onde fez seus projetos próprios com sua esposa.

## Selecção
Jogou pela Espanha a nível da juventude. Em seguida, jogou para a Guiné Equatorial, em graus mais baixos e tudo mais.

## Títulos
Espanyol (juventude)
- Nike Cup (1): 1996
- Copa do Rei da Juventude (1): 2001

Espanyol B
- Quarta Divisão Espanhola promoção (1): 1999–00